# Maurice Challe

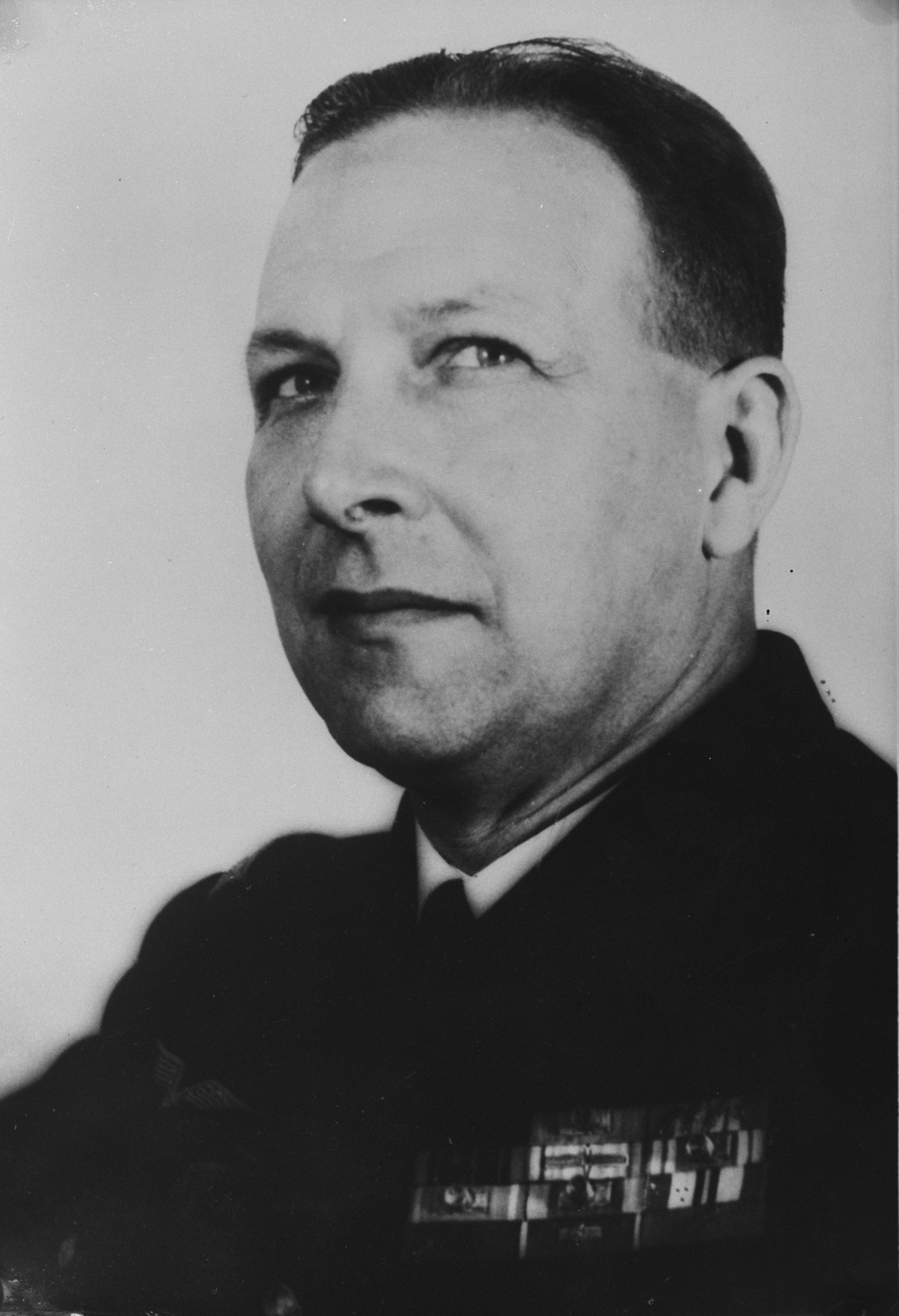
Maurice Challe (1961)

Maurice Challe (* 5. September 1905 in Le Pontet, Département Vaucluse; † 18. Januar 1979 in Paris) war ein französischer General. Er war 1961 beteiligt an einem Putschversuch, um die Unabhängigkeit Algeriens von Frankreich zu verhindern.

## Leben
Maurice Challe besuchte ab 1923 die Militärakademie von Saint-Cyr und wurde 1925 Sous-lieutenant. Nach der Akademie meldete er sich zur Luftwaffe und wurde zum Piloten ausgebildet. 1932 wurde er zum Capitaine befördert. 1937 besuchte er die École Supérieure de guerre aérienne und absolvierte hier bis zum Juli 1939 seine Stabsausbildung.

### Zweiter Weltkrieg
Im Zweiten Weltkrieg nahm er 1940 an den Luftkämpfen in Nordfrankreich teil und wurde Offizier der Ehrenlegion. Nach dem Zusammenbruch Frankreichs schloss er sich de Gaulles France libre an und arbeitete unter dem Decknamen Guy für dessen Nachrichtendienst. Im Mai 1944 konnte er wichtige Geheimunterlagen der deutschen Luftwaffe nach London übermitteln. Nach der alliierten Landung in der Normandie wurde er Inspekteur eines Bombergeschwaders.

### Nachkriegszeit
1947 wurde er in den Generalstab der Luftwaffe versetzt. 1949 erhielt er als Général de brigade aérienne das Kommando über die französische Luftwaffe im Protektorat Marokko. 1953 wurde er zum Direktor der École Supérieure de guerre aérienne ernannt. Nach der Beförderung zum Général de division aérienne wurde er 1955 Generalstabschef. Zum General der Luftwaffe (Général de corps aérienne) befördert, wurde er am 1. Oktober 1958 Raoul Salan in Algerien zugeteilt.

### Algerienkrieg
Im Algerienkrieg übernahm Challe nach Salans Abberufung als Oberbefehlshaber und Versetzung am 12. Dezember 1958 dessen Position in Algier. Die Operationen gegen die Untergrundbewegung FLN liefen in dieser Zeit unter dem Namen Plan Challe. Im April 1960 wurde er ins französische Mutterland versetzt und war bis von Mai 1960 bis Januar 1961 Commander-in-Chief Allied Forces Central Europe (CINCENT) der NATO. Am 25. Januar 1961 ließ er sich in den freiwilligen Ruhestand versetzen, da er mit de Gaulles Politik des Übergangs zur Selbstbestimmung für Algerien nicht einverstanden war.
Am 21. April 1961 war er – mit Raoul Salan, Edmond Jouhaud und André Zeller – einer der vier Generäle, die in Algier den Putsch von Teilen der dort stationierten Truppen und der OAS gegen de Gaulle anführten. Der Versuch scheiterte schnell und Challe wurde nach Paris in das Gefängnis La Santé gebracht.

### Militärgerichtsverfahren und Amnestie
Gemeinsam mit Zeller wurde er am 31. Mai 1961 von einem Militärgericht zu fünfzehn Jahren Haft und Verlust der bürgerlichen Ehrenrechte verurteilt. Nach Aufenthalten in Clairvaux und Tulle wurde er im Dezember 1966 vorzeitig entlassen und 1968 von de Gaulle amnestiert. Er veröffentlichte seine Erinnerungen unter dem Titel Notre Révolte und starb am 18. Januar 1979.